# Пожарские

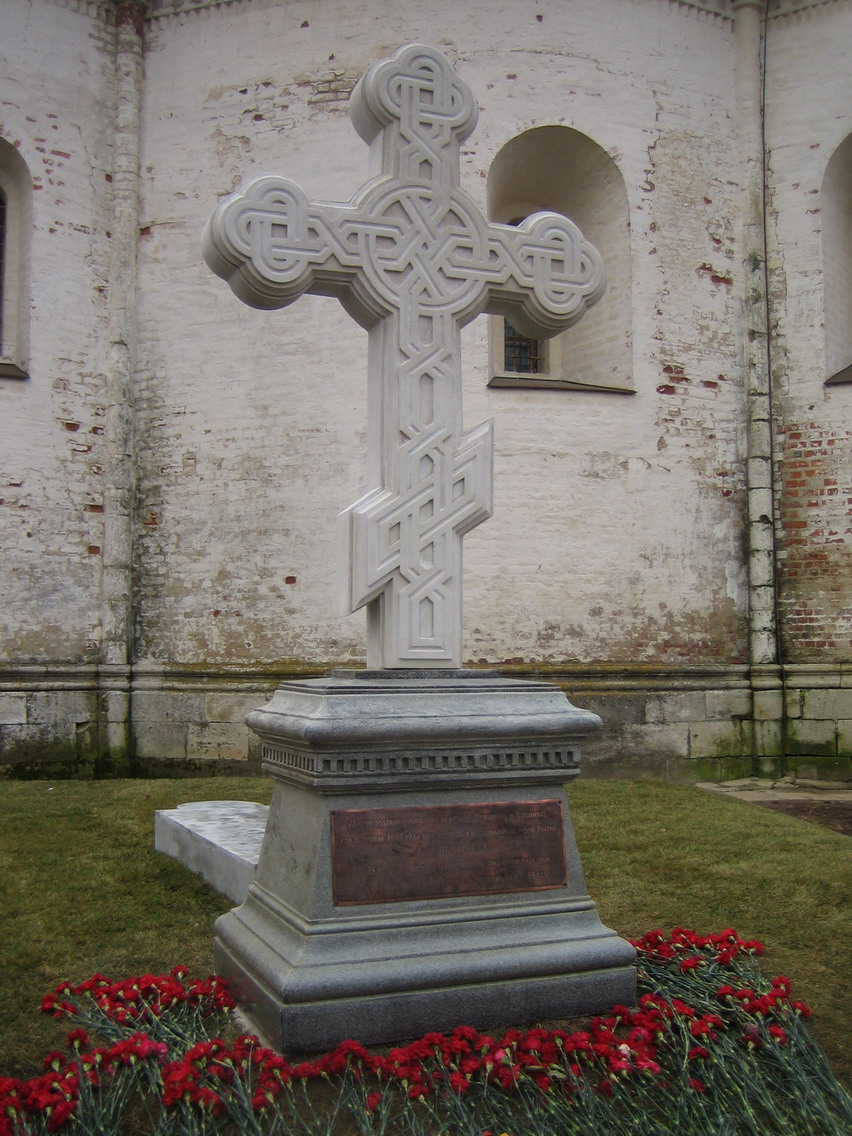
Крест над могилами князей Пожарских в Спасо-Евфимиевом монастыре (Суздаль)

Пожа́рские — ветвь князей Стародубских, угасшая по мужской линии в 1685 году. Рюриковичи.
Род внесён в Бархатную книгу.

## Происхождение и история рода
Родоначальником стародубских князей был Иван Всеволодович, младший сын великого князя владимирского Всеволода Большое Гнездо
Один из его потомков, князь Василий Андреевич (живший во второй половине XIV века) стал первым удельным князем Пожарским. Вотчиной князей Пожарских была Жарская волость (Пожарская, Погарская) в современной Нижегородской области, получившая название по местности, когда-либо опустошённой пожарами.
Его сын, князь Даниил Васильевич (ум. в XV веке при великом князе Василии Тёмном) принадлежал к VII колену князей Стародубских и ещё может считаться самостоятельным удельным князем, т.к. только в VIII колене прекращается самостоятельность князей Стародубских вообще и в частности князей Пожарских. Внук первого князя Пожарского по имени Фёдор Данилович был последним удельным князем этого рода. После его смерти удел вошел в состав Московского княжества, а князья Пожарские перешли на службу в Москву, где, впрочем, до Смутного времени оставались малозаметными. В 1612 году свой род прославил воевода и военный и политический деятель Дмитрий Михайлович Пожарский.
Многие представители рода захоронены в Спасо-Евфимиевом монастыре в Суздале.

## Описание герба
Княжеские рода происходящие от князей Стародубских имеют в своих гербах, как в малом щитке, так и в отдельных его частях герб княжества Стародубского: в серебряном поле гербового щита зелёное дерево  — старый дуб.

## Известные представители
- Князь Пожарский Иван Фёдорович Чёрный — участник государевых новгородских походов (1492 и 1495).
- Князь Пожарский Фёдор Фёдорович — первый воевода войск правой руки в Казанском походе (1545), в монашестве Феогност.
- Князь Пожарский Семён Фёдорович — воевода Передового полка в Казанском походе (1545).
- Князь Пожарский Василий Фёдорович — первый воевода Передового полка в Казанском походе по Волге (1545), и в шведском походе (апрель 1549).
- Князь Пожарский Иван Фёдорович Третьяк — первый воевода войск правой руки в шведском походе (1549), и полоцком походе (1551).
- Князь Пожарский Василий Иванович Рубец — первый воевода Сторожевого полка в шведском походе (1549), третий воевода в походе под Вильно (1551).
- Князь Пожарский Иван Иванович Бык — первый воевода шестнадцатого Сторожевого полка в шведском походе (1549), по другой росписи указан с прозванием Ушат.
- Князь Пожарский Михаил Иванович Столп — второй воевода Передового полка в шведском походе (1549).
- Князь Пожарский Иван Иванович Меньшой — первый воевода войск левой руки в походе к Полоцку (1551).
- Князь Пожарский Борис Фёдорович — второй воевода Сторожевого полка в походе к Полоцку (1551).
- Князь Пожарский Иван Фёдорович — голова в Государевом полку в походе к Полоцку (1551), погиб в бою под Казанью (1552), бездетный, иногда упоминается с прозванием Бык.
- Князь Пожарский Василий Фёдорович Медведь — стольник, голова в государевом полку в походе к Полоцку (1551).
- Князь Пожарский Тимофей Фёдорович — первый городничий в Свияжске (1555-1558), в связи с выполнением обязанностей городничих, у многих представителей рода были местнические дела, которые пытались понизить род Пожарских в местнической иерархии[4].
- Князь Пожарский Иван Васильевич Чёрный — сын боярский (сентябрь 1551), бездетный.
- Князь Пожарский Пётр Васильевич Чёрный — сын боярский (1551), губной староста во Владимире (1559), бездетный.
- Князь Пожарский Фёдор Иванович Немой — сын боярский (1551), первый городничий в Казани (1556), пятый голова при боярине Морозове в Большом полку (1576), умер (1581).
- Князь Пожарский Иван Иванович Немой — сын боярский (октябрь 1551), первый городничий в Казани где годовал в приказе (1558), бездетный.
- Князь Пожарский Пётр Борисович Корова — сын боярский (октябрь 1551), умер (до 1571), женат на княжне Феодосии Семёновне Мезецкой.
- Князь Пожарский Пётр Тимофеевич — воевода и наместник, имел прозвание Щепа.
- Князь Пожарский Иван Петрович  — видный деятель Смутного времени.
- Князь Пожарский Василий Михайлович — в иноках Вассиан, по нём в 1604 году, его брат князь Дмитрий Михайлович поставил паникадило в вечное поминовение. в Спасо-Евфимьевом монастыре.
- Князь Пожарский, Дмитрий Михайлович (1577—1642) — глава Второго ополчения и национальный герой России, военный и государственный деятель.
- Князь Пожарский, Дмитрий Петрович Лопата (ум. 1641) — русский военный и государственный деятель.
- Князь Пожарский, Роман Петрович Перелыга (ум. 1637) — русский государственный и военный деятель, московский дворянин (1627—1640).
- Князь Пожарский, Семён Романович (ок. 1618—1659) — русский государственный и военный деятель,
- Князь Пожарский Фёдор Иванович — московский дворянин (1627—1629).
- Князь Пожарский Иван Дмитриевич — стольник (1627—1640) (ум. 1647).
- Князь Пожарский Фёдор Дмитриевич — стольник (1627—1629).
- Князь Пожарский Пётр Дмитриевич — стольник, воевода в Белгороде (1638—1639), в Одоеве (1641).
- Князь Пожарский Иван Дмитриевич — стольник (1658), окольничий (1658—1668) (ум. 1669).
- Князь Лопатин-Пожарский Борис Дмитриевич — стольник (1627—1629)[5][6].
- Князь Пожарский Юрий Иванович — стряпчий (1676), стольник (1676), последний из мужского поколения рода князей Пожарских.

## Шляхтичи Пожарские
В числе сосуществовавших в Речи Посполитой был герб, называвшийся «Князь». Слова «kniaz» не было в польском языке, а потому оно не имело того значения, какое имело в России. К данному гербу приписалось несколько неважных и даже не древних шляхетских родов, в числе которых являлся на Волыни шляхетский род Пожарских, столь многочисленный, что составлял из себя особый деревенский посёлок. Когда Волынь была присоединена к России, то простые шляхтичи Пожарские, узнав, какое значение имеет в русском языке слово Князь, да, вдобавок к тому, проведав об оставленной в русской летописи громкой славы князем Пожарским, стали вполне законно писать и свой «придумок» и свою фамилию и тогда на Волыни появилось много князей Пожарских, собственно — Князь-Пожарских. Не сведущие в польской геральдике российские чиновники разных ведомств сделали из прозвания герба титул, а некоторые переписчики Волыни из русских приняли этих шляхтичей за потомков русских князей Пожарских, родичей знаменитого Дмитрия Михайловича, род которого вымер в России, но будто продолжающийся ещё на Волыни. ДНК современного Пожарского не совпало с потомством Всеволода Большое Гнездо.

### Известные представители
- Пожарский Яков Осипович — писатель и переводчик.